# بریت نسهایم
بریت نسهایم (نروژی: Berit Nesheim؛ زادهٔ ۲۸ ژانویه ۱۹۴۵) کارگردان اهل نروژ است.
نِسهایم پس از تحصیل در رشته‌های زبان‌های خارجی، ادبیات ادبیات و روان‌شناسی در دانشگاه اسلو، به‌عنوان کارگردان فیلم‌های تلویزیونی شروع به فعالیت کرد. نخستین فیلم بلند او فریدا - مستقیماً از قلب در سال ۱۹۹۱ بود که به‌عنوان نماینده سینمای نروژ برای شرکت در رقابت بهترین فیلم خارجی زبان به شصت و پنجمین دوره جوایز اسکار در سال ۱۹۹۲ معرفی شد. او فیلم بلند بعدی خود را با نام فراتر از آسمان با نقش‌آفرینی هنرپیشه سوئدی هاریت آندرشون در سال ۱۹۹۴ کارگردانی کرد.
فیلم او یکشنبه فرشتگان در سال ۱۹۹۷ نامزد جایزه اسکار بهترین فیلم خارجی زبان در شصت و نهمین دوره جوایز اسکار شد. نسهایم در سال ۲۰۰۶ کارگردانی مینی‌سریال یک مرد جاودانه را با موضوع زندگی هنریک ایبسن شاعر و نمایش‌نامه‌نویس برجسته نروژی به عهده داشت.

## فیلم‌شناسی
- یک مرد جاودانه (مجموعه تلویزیونی، ۲۰۰۶)
- مدرسه (مجموعه تلویزیونی، ۲۰۰۴)
- تیپ نظامی (مجموعه تلویزیونی، ۲۰۰۲)
- سوریا موریا (مجموعه تلویزیونی، ۲۰۰۰)
- چشم حوا (۱۹۹۹)
- شماره ۱۳ (مجموعه تلویزیونی، ۱۹۹۸)
- فراساحلی (مجموعه تلویزیونی، ۱۹۹۶)
- یکشنبه فرشتگان (۱۹۹۶)
- فراتر از آسمان (۱۹۹۴)
- فریدا - مستقیماً از قلب (۱۹۹۱)
- فریدا و قلب پریشان (فیلم تلویزیونی، ۱۹۹۰)
- فریدا (فیلم تلویزیونی، ۱۹۸۹)
- بوسه فرانسوی (فیلم تلویزیونی، ۱۹۸۸)
- کلاه قرمزی (فیلم کوتاه تلویزیونی، ۱۹۸۷)